# Ginocchio del corridore
Con sindrome della bandelletta ileotibiale, conosciuta anche come ginocchio del corridore, si indica un tipo di affezione che riguarda il ginocchio di coloro che praticano alcune attività fisiche particolari come la corsa.

## Sintomi
La sintomatologia è rappresentata da dolori che riguardano la parte laterale del ginocchio. Si possono verificare anche irrigidimento, gonfiore o bruciore. I suddetti sintomi possono aumentare durante la pratica di alcune discipline sportive. I pazienti sentono a volte degli scricchiolii durante alcuni movimenti.

## Cause
Tra le cause principali si distingue soprattutto una tensione eccessiva a cui è sottoposto il ginocchio.
Altre cause possibili sono:
- eccessiva flessione del ginocchio
- carico eccessivo delle articolazioni tra la rotula e il femore
- sovrappeso
- ridotta produzione del liquido sinoviale
- patologie della rotula
- contratture ai tessuti molli
- mancato equilibrio nello sviluppo della muscolatura
- cambiamenti ormonali caratteristici dell'adolescenza
- allenamenti troppo intensi
- corse a lunghe distanze
- terreno duro o non idoneo

## Diagnosi
La diagnosi consiste nell'anamnesi effettuata dal medico che può consigliare di fare anche una risonanza magnetica o una radiografia.

## Terapie
Il ginocchio del corridore costringe molte persone a rinunciare agli allenamenti che provocano il dolore. Nella maggioranza dei casi, la terapia di prevenzione e la consultazione con lo specialista permettono di impedire lo sviluppo della sindrome. Per alleviare il dolore si usano farmaci antinfiammatori e analgesici.

### Terapie di prevenzione
- riposo
- crioterapia
- stretching
- ridurre l'attività fisica che provoca danni
- riabilitazione e fisioterapia
- uso di nastri terapeutici
- uso di calzature adatte
- massoterapia

### Terapie chirurgiche
Non si applicano frequentemente. In alcuni casi si effettua l'artroscopia.